# 슈퍼 닌텐도 월드
슈퍼 닌텐도 월드(Super Nintendo World)는 유니버설 스튜디오 재팬과 유니버설 스튜디오 할리우드에 있는 테마 구역이다. 유니버설 스튜디오 싱가포르와 유니버설 올랜도 리조트에도 추가 구역이 건설 중이다.